# La Salzadella
la Salzadella (em valenciano e oficialmente) ou Salsadella (em castelhano) é um município da Espanha na província de Castelló, Comunidade Valenciana. Tem 49,9 km² de área e em 2021 tinha 683 habitantes (densidade: 13,7 hab./km²).

## Demografia
| Variação demográfica do município entre 1991 e 2004 | Variação demográfica do município entre 1991 e 2004 | Variação demográfica do município entre 1991 e 2004 | Variação demográfica do município entre 1991 e 2004 |
| --------------------------------------------------- | --------------------------------------------------- | --------------------------------------------------- | --------------------------------------------------- |
| 1991                                                | 1996                                                | 2001                                                | 2004                                                |
| 876                                                 | 824                                                 | 786                                                 | 801                                                 |